# Arthur Chase
Arthur Adelbert Chase fue un deportista británico que compitió en ciclismo en la modalidad de pista. Ganó dos medallas en el Campeonato Mundial de Ciclismo en Pista, oro en 1896 y plata en 1897.

## Medallero internacional
| Campeonato Mundial | Campeonato Mundial     | Campeonato Mundial | Campeonato Mundial |
| Año                | Lugar                  | Medalla            | Competición        |
| ------------------ | ---------------------- | ------------------ | ------------------ |
| 1896               | Copenhague (Dinamarca) | Medalla de oro     | Medio fondo (P)    |
| 1897               | Glasgow (Reino Unido)  | Medalla de plata   | Medio fondo (P)    |